# Closteroviridae
Closteroviridae és una família de virus del tipus virus d'ARN monocatenari + que afecta algunes plantes.

## Gèneres
- Gènere Closterovirus; espècie tipus: Beet yellows virus (virus groc de la bleda i la remolatxa)
- Gènere Crinivirus; espècie tipus: Lettuce infectious yellows virus (virus groc de l'enciam)
- Gènere Ampelovirus; espècie tipus: Grapevine leafroll-associated virus 3 (virus de la fulla enrotllada de la vinya)